# Oliverio Girondo
Oliverio Girondo (Buenos Aires, 17 de agosto de 1891 — Buenos Aires, 24 de janeiro de 1967) foi um poeta vanguardista argentino que passou pelo Rio de Janeiro em 1920.

## Vida
Ele nasceu em Buenos Aires em uma família relativamente rica, o que lhe permitiu desde jovem viajar para a Europa, onde estudou em Paris e na Inglaterra. Durante a década de 1920, ele esteve envolvido com o jornal de vanguarda Martín Fierro, que inaugurou a chegada do ultraísmo, o primeiro dos movimentos vanguardistas a se estabelecer na Argentina.
Seus primeiros poemas, cheios de cor e ironia, superam a simples admiração pela beleza da natureza que era então um tema comum, optando por um tema mais completo e interessante: uma espécie de celebração da vida cosmopolita e urbana, tanto elogiando tal estilo de vida quanto criticando alguns dos costumes de sua sociedade.
Girondo foi contemporâneo de Jorge Luis Borges, Raúl González Tuñón e Macedonio Fernández e Norah Lange (com quem se casou em 1943), que conheceu em um banquete de almoço em 1926 realizado em homenagem a Ricardo Güiraldes. Desses autores, todos também envolvidos na vanguarda da Argentina, a maioria se identificou com o grupo da Flórida na hostilidade literária um tanto ridícula entre esse grupo e outro chamado Grupo Boedo. Girondo foi um dos animadores mais entusiasmados do movimento ultraísta, exercendo influência sobre muitos poetas da geração seguinte, entre eles Enrique Molina, com quem traduziu a obra de Arthur Rimbaud "Una temporada en el infierno".
Outros pares notáveis incluem Pablo Neruda e Federico García Lorca, com quem iniciou amizades duradouras em 1934, época em que ambos se encontravam em Buenos Aires, capital da Argentina. Por volta do ano de 1950, ele começou a pintar no estilo do surrealismo, mas nunca publicou ou vendeu nenhuma dessas obras. Ele foi enterrado no Cemitério La Recoleta, em Buenos Aires.

## Poema
Escreveu um poema intitulado justamente «Rio de Janeiro» em «Veinte poemas para leer en el tranvía», de 1922, no qual o «fragmentarismo cubista e o multiperspectivismo apontam para a paródia do exótico nos viajantes do século XIX.  «A cidade se reduz a um cartão-postal, anti-romântico, caricatural. É a vanguarda descobrindo a exterioridade, a visualidade, a paisagem, o erotismo, o caráter efêmero das sensações e das emoções, a ilusão de simultaneidade.
Diz a «Brasiliana da Biblioteca Nacional», Rio de Janeiro, 2001, página 103: « A poesia dessacralizada compõe-se de instantâneos anti-sublimes, poemas de bolso:
La ciudad imita en cartón, una ciudad de pórfido.
Caravanas de montañas acampan en los alrededores.
El ´Pan de Azúcar` basta para almibarar toda la bahía...
El ´Pan de Azúcar` y su alambre carril, que perderá el equilibrio por no usar una sombrilla de papel.
Con sus caras  pintarajeadas, los edificios saltan unos encima de otros y cuando están arriba, ponen el lomo, para que las palmeras les den un golpe de plumero en la azotea.
El sol ablanda el asfalto y las nalgas de las mujeres, madura las peras de la electricidad, sufre un crepúsculo, en los botones de ópalo que los hombres usan hasta para abrocharse la bragueta.
Siete veces al día se riegan las calles con agua de jazmín!''

## Obras
- Karlo (1909)
- Ĉe l' koro de Europo (1909)
- Vivanta lingvo de vivanta popolo (1910)
- Pri esperanta literaturo (1912)
- Tra l' silento (1912)
- Ginevra (1913)
- Kursa lernolibro (1913)
- Historio de la lingvo Esperanto (en dos volúmenes: 1912 y 1927)
- Vivo de Zamenhof (1920)
- Esprimo de sentoj en Esperanto (1931) filología studo; reeldono: Internacia Esperanto-Instituto, Den Haag, (1957)
- Interpopola konduto: psikologia studo de internaciaj problemoj (1934).
- Federala sperto (1958)
- Junaĝa verkaro (1960)
- Aventuroj de pioniro (1963)
- Aux Indes avec Gandhi (1948)
- Vivo de Gandhi (1967)
- Du paroladoj